# The Pittsburgh Press
The Pittsburgh Press (ранее The Pittsburg Press, первоначально The Evening Penny Press, рус. Питтсбург-пресс) — была крупной вечерней ежедневной газетой, издававшейся в Питтсбурге (штат Пенсильвания, США), с 1884 по 1992 год. В своё время The Pittsburgh Press была второй по величине газетой в Пенсильвании, уступая только The Philadelphia Inquirer. В период с 2011 по 2015 годы бренд The Pittsburgh Press был возрождён в виде вечернего онлайн-издания Pittsburgh Post-Gazette.

## История
История The Pittsburgh Press восходит к попытке Томаса Дж. Кинана-младшего (англ. Thomas J. Keenan Jr.) купить газету The Pittsburg Times, в которой он работал редактором. К Кинану в этом начинании присоединились репортёр Джон С. Ритенур (англ. John S. Ritenour) из Pittsburgh Post, Чарльз У. Хьюстон (англ. Charles W. Houston) из городской канцелярии, и конгрессмен Томас М. Бейн. Изучив местный Таймс и обнаружив, что она находится в плачевном состоянии, группа решила создать новую газету, стоимостью в один цент, в надежде, что она будет процветать на местном рынке, полном двух- и трёхцентовых газет. Первый выпуск газеты появился 23 июня 1884 года. Была образована корпорация, крупнейшим акционером которой стал Бейн.
Первоначально газета называлась The Evening Penny Press. 19 октября 1887 года название было изменено на The Pittsburg Press (без буквы «h» в конце «Pittsburg»). В августе 1921 года в название Питтсбурга в газете была добавлена буква «h».
В 1901 году Кинан, получивший к тому времени финансовый и редакторский контроль над газетой, продал газету синдикату Оливера Хершмана. Хершман оставался его контролирующим владельцем до тех пор, пока в 1923 году синдикат не был продан сети Scripps-Howard.

## Соглашение о совместной деятельности

Хронология консолидации Pittsburgh Post-Gazette

В 1961 году The Pittsburgh Press заключила Соглашение о совместной деятельности (JOA) с конкурирующим издательством Pittsburgh Post-Gazette. Ранее Pittsburgh Post-Gazette приобрела газету Pittsburgh Sun-Telegraph у издательского треста Хёрста. В результате сделки остались только газеты Pittsburgh Post-Gazette и гораздо более крупная The Pittsburgh Press.
Руководство совместной деятельностью должно было осуществляться владельцами The Pittsburgh Press (E. W. Scripps Company), поскольку The Pittsburgh Press имела бо́льший тираж и была более сильной из двух газет.
Согласно соглашению, Pittsburgh Post-Gazette стала 6-дневной утренней газетой, а The Pittsburgh Press стала 6-дневной вечерней газетой. Издательство выпускало единственную воскресную газету.

## Воскресный выпуск
Воскресное издание было популярно среди читателей в том числе из-за двух разделов комиксов. В газете публиковались такие комиксы, как: Принц Вэлиант, Peanuts, Дик Трейси, Блонди, Гордо, Поп Присциллы, Jest in Pun, и многие другие.
В воскресном выпуске также публиковались вложенные журналы Press TV Guide, Family, Roto и Weekly.

## Пулитцеровская премия
В 1986 году Эндрю Шнайдер и Мэри Пэт Флаэрти из The Pittsburgh Press получили Пулитцеровскую премию за специальный репортаж за расследование грубых нарушений и несостоятельности института трансплантации органов в США.
В 1987 году The Pittsburgh Press получила Пулитцеровскую премию за служение обществу за репортаж Эндрю Шнайдера (англ. Andrew Schneider) и Мэттью Брелиса (англ. Matthew Brelis), который выявил недостаточное медицинское обследование пилотов в Федеральном управлении гражданской авиации США и повлёк значительные преобразования.

## Забастовка 1992 года, продажа газеты
22 октября 1991 года руководство The Pittsburgh Press объявило о крупных изменениях, направленных на модернизацию системы дистрибуции, проведении начального этапа переговоров с местными представителями международного братства перевозчиков (Teamsters), а также с восемью другими профсоюзами. Контракты профсоюзов с The Pittsburgh Press истекали 31 декабря 1991 года. Переговоры продолжались до 1992 года, но соглашения о новом контракте достигнуто не было. В конце концов 17 мая 1992 года сотрудники Teamsters ушли с работы, фактически прекратив публикацию The Pittsburgh Press и Pittsburgh Post-Gazette.
27 июля 1992 года была предпринята попытка обеих газет возобновить распространение путём замены водителей. Она длилась два дня, пока распространение газет не прекратилось снова под давлением общественности. 28 июля 1992 состоялся последний выпуск печатного издания The Pittsburgh Press.
После нескольких месяцев неудачных переговоров 2 октября 1992 года E. W. Scripps Company выставила The Pittsburgh Press на продажу. Block Communications, владельцы гораздо меньшей газеты по размеру Pittsburgh Post-Gazette, согласились приобрести её с 30 ноября 1992 года, после урегулирования забастовки. Первый выпуск новой объединённой газеты Pittsburgh Post-Gazette был опубликован 18 января 1993 года. Он включал в себя множество материалов и кадров из The Pittsburgh Press.
В результате сделки по продаже The Pittsburgh Press E. W. Scripps Company получила газету The Monterey County Herald. Для продажи потребовалось решение Министерства юстиции США, так как совместная деятельность прессы регулировалась законом о сохранении газет 1970 года.

## Онлайн-версия
14 ноября 2011 года Block Communications объявила, что возвращает вечерние выпуски The Pittsburgh Press в онлайн-редакции. Исполнительный редактор Pittsburgh Post-Gazette, Дэвид Шрибман, объяснил мотивацию своего издательства к возрождению названия The Pittsburgh Press, сославшись на тот факт, что его редакция всё ещё получала письма, адресованные The Pittsburgh Press, а не Pittsburgh Post-Gazette, и что, несмотря на почти 20-летний срок, прошедший с момента выхода последней публикации, жители Питтсбурга до сих пор регулярно говорили о The Pittsburgh Press. Несмотря на то, что новая The Pittsburgh Press издавалась в электронном виде, она была выполнена с помощью фиксированного макета, повторяющего макет традиционной печатной газеты. Эксперимент завершился выпуском от 25 сентября 2015 года.